# Hypsopatagus
Hypsopatagus is een geslacht van uitgestorven zee-egels uit de familie Macropneustidae.

## Verspreiding en leefgebied
Vertegenwoordigers van dit geslacht leefden tijdens het Laat-Eoceen en Oligoceen in de Europese wateren.